# Ма Янь
Ма Янь (нар. 15 жовтня 1989) — китайська борчиня вільного стилю, срібна призерка чемпіонату Азії.

## Життєпис
Боротьбою почала займатися з 2003 року. У 2009 році стала чемпіонкою Азії серед юніорів.
Виступала за борцівський клуб провінції Аньхой. Тренер — Жоу Ваовей.

## Спортивні результати на міжнародних змаганнях

### Виступи на Чемпіонатах світу
| Змагання                        | Збірна | Вагова категорія          | Місце |
| ------------------------------- | ------ | ------------------------- | ----- |
| Чемпіонат світу з боротьби 2009 | КНР    | жіноча боротьба, до 67 кг | 13    |

### Виступи на Чемпіонатах Азії
| Змагання                       | Збірна | Вагова категорія          | Місце  |
| ------------------------------ | ------ | ------------------------- | ------ |
| Чемпіонат Азії з боротьби 2009 | КНР    | жіноча боротьба, до 67 кг | Срібло |

### Виступи на змаганнях молодших вікових груп
| Змагання                                     | Збірна | Вагова категорія          | Місце  |
| -------------------------------------------- | ------ | ------------------------- | ------ |
| Чемпіонат Азії з боротьби серед юніорів 2009 | КНР    | жіноча боротьба, до 72 кг | Золото |